# どろだんご先生
どろだんご先生（どろだんご先生、1982年4月9日 - は、愛知県名古屋市出身の砂場研究家、タレント。吉本興業文化人所属。

## 来歴・人物
愛知県名古屋市出身。愛知淑徳中学校・愛知淑徳高等学校卒業。
土にふれる楽しさをもっと知ってほしいという想いから砂場研究家として、世界 2000 箇所以上の砂場をめぐり、公園・園庭・砂場づくりのアドバイス・プロデュースを全国各地でおこなう。また、土や砂ににふれるきっかけづくりとして、本気の砂場あそびワークショップ・ピカピカどろだんごづくりのワークショップを全国各地で開催している。今までのワークショップの参加人数はのべ、3000 人を超える。
2016 年、前職の医療法人で 105名規模の保育園建設事業のプロジェクトの責任者になったことをきっかけに、こどもの教育に向き合うこととなる。 その中で砂場に出会い、砂場の魅力を知る。
2019年に、元ZOZO創業者で起業家の前澤友作から砂場研究について100万円の支援を受ける。「僕も久しぶりに砂場で遊びたいなー」と本人からメッセージをもらい、話題となった。
その年、研究だけではなく砂場についての 情報を発信していくことを決意し、【砂場とあそびの研究所】を設立。現在は法人格となり、SUNABA inc.( 株式会社 SUNABA)のCEOを務める。
2023年、こども達の手でつくる新たな公園づくり「SUNABANASHI」をスタート。
キャンプインストラクター・防災士の資格も所持しており、公園 × アウトドア × 防災についても情報発信をしている。
SDGs目標 14. 「海の豊かさを守ろう」目標 15.「陸の豊かさも守ろう」に配慮し、廃棄される川砂を再利用した砂場づくりを推奨している。

## 調査・研究
- 日本全国の砂場調査（2016年‐)
- 世界の砂場調査（2017年‐)　アメリカ、ニュージーランド、デンマーク、オランダ、ベルギー、ドイツで実施
- 砂調査（2017年‐)　日本、アメリカ、ニュージーランド、デンマーク、オランダ、ベルギー、ドイツ、タイ、ベトナム、モンゴルで実施
- 大阪産業大学と「砂場とこどもの発達」についての共同研究開始（2022年）

## 実績
園庭・砂場造成
風の子共同保育園砂場造成（2020年)
プペル保育園園庭造成（2021年)
響灘緑地グリーンパーク「泉湧く森」（2022年)

どろだんごワークショップ
トヨタカローラ大阪（2019年8月)　　　　　　
入船温泉（2019年8月)
スナック Candy 名古屋（2020年1月)　　　　　　　　
くみやままちのがっこう（2020年2月)　　　　
株式会社 CPE Demarc（2020年2月)
二刀流武蔵（2020年3月)　　　　　
どろだんごのワークショップ・コロナ休校対応（2020年3月) 滋賀・姫路・春日井・名古屋・神戸・岡山　　　　　　
風の子共同保育園（2020年7月)　　　
　　　
畑で Camp（2020年7月)　　　　　
スナック Candy 大阪（2020年7月)＠大阪　　　　　　
どろだんごのワークショップ LaughOut中津（2020年8月)　　　　　
ELOISE'S Cafe ラ・チッタデッラ店（2020年9月) 
代官山ティーンズクリエイティブ（2020年12月、2021年2月) 　　　　 
ピカピカどろだんごワークショップ（2021年3月)　　　　　
吉本文化人的カルチャースクール ピカピカどろだんごワークショップ（2021年5月)
池袋コミュニティ・カレッジ（2021年11月）
響灘緑地グリーンパーク「泉湧く森」オープニング テープカット＆トークイベント（2022年4月）
響灘緑地グリーンパーク　ゴールデンウィークイベント（2022年5月）くまだまさし、大西ライオン、バンビーノらと出演
田村淳の大人の小学校 ロンドンブーツ１号２号 田村淳　ニブンノゴ！森本英樹と出演（2022年5月）
静岡県小山町総合文化会館 バンビーノと出演（2022年7月）

## 講演テーマ
砂場を通じた、「こどものあそび」や「日本社会における公園のあり方、日本の教育」などを題材に講演会を全国で開催（2019年‐ )

## 出演

### テレビ
- フジテレビ「直撃LIVE グッディ!」（2019年）
- 読売テレビ「情報ライブ ミヤネ屋」（2019年）
- TBS「アッコにおまかせ!」（2019年）
- フジテレビ「めざましテレビ」（2019年）
- テレビ東京「千鳥のそのつぶやき、くわしく教えてくれませんか?」（2019年）
- AmebaTV「AmebaTV ニュース」（2019年）
- 日本テレビ「それって！？実際どうなの課」（2020年、2021年）
- くまもと県民テレビ「てれビタ」（2020年）
- NHK「NHKだめ自慢～みんなが出るテレビ～」（2020年）
- 愛媛朝日テレビ「なるちか!」（2021年）
- テレビ東京「ポケモンの家あつまる ？」（2021年）
- BSよしもと 「ワシんとこ・ポスト」（2022年）

### ラジオ
- RKB「仲谷一志・下田文代のよなおし堂」(2020年）
- ニッポン放送「黒木瞳のあさナビ」（2020年）（ウィークリーゲストとして）
- J-WAVE 「RADIO DONUTS」（2021年）
- InterFM897 「The Dave Fromm Show 」（2021年）
- 渋谷のラジオ「渋谷のチキチキラジオ」（2021年）
- J-WAVE 「WORLD AIR CURRENT」（2021年）
- ラジオNIKKEI「小塚アナの褒めタイム！」（2022年）

### 新聞
- 日経新聞（2019年3月4日）
- 毎日新聞「在宅勤務だらこそ楽しめる『親子で砂場遊び』その道のプロが伝える極意」（2020年5月15日）[1]
- 毎日新聞　「自宅ベランダで砂遊び」（くらし欄）（2020年5月23日）
- 毎日新聞　「地域を変える砂場研究家」（ひと欄）（2020年6月10日）[2]
- 山陰中央新報社（2021年1月16日）
- 日本養殖新聞（2021年7月25日）
- 日刊ゲンダイ「その日その瞬間」（2022年1月11日）

### 雑誌
- BRUTUS 「時代を変える!? 新〈肩書〉辞典」（No. 932　2021年2月1日発行）
- 名大・南山生のためのフリーペーパー「粋」（72号　2022年1月11日発行）